# 꽃미남 분식집
《꽃미남 분식집》은 2017년 8월 23일부터 2017년 10월 11일까지 MBC MUSIC과 MBC 에브리원에서 방영된 더 보이즈의 리얼리티 텔레비전 프로그램이다.